# Прототакситы
Прототакси́ты (лат. Prototaxites) — род ископаемых живых организмов конусовидной формы высотой до 8,8 метра и до 1,37 метра в диаметре, обитали на суше в силурийский и девонский периоды. Известно более 50 находок на территории Западной Европы и на востоке Северной Америки.
Первые представители отдела были описаны шотландским ботаником Джоном Доусоном в 1859 году из девонских отложений Северной Америки. Он их назвал Prototaxites и рассматривал их как предков хвойных. Длительное время эти ископаемые остатки считали гнилой древесиной, пока американский ботаник Френсис Хьюбер, не высказал гипотезу, что Prototaxites — это гигантские грибы.

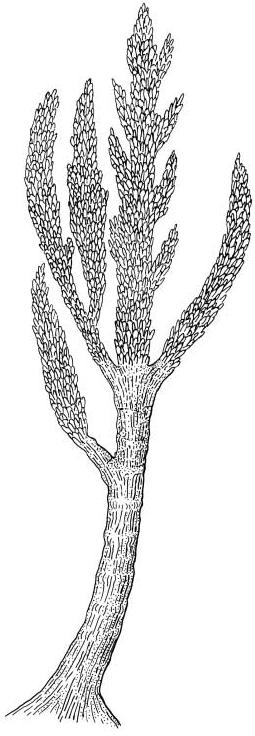
Реконструкция

Прототакситы напоминали окаменевшие хвойные деревья. Они были самыми большими наземными живыми организмами своего времени. Прототакситы имели трубчатую структуру, на срезах которой можно наблюдать кольца, подобные годичным кольцам деревьев. Учёные однозначно не могут отнести данный вид живых организмов к определённому типу и даже к определённому царству, их относили к бурым или нематофитовым водорослям, рассматривали также в качестве связующего звена между водорослями и сосудистыми растениями.

## История исследования
В 1919 году Чёрч отметил сходство прототакситов с грибами. В 1976 году Шмидтом было исследовано микроскопическое строение талломов этих организмов, позже исследования были продолжены Хюбером. Таллом состоит из неветвящихся трубочек диаметром 20—50 мкм с толщиной стенки 2—6 мкм и перемежающих их ветвящихся и анастомозирующих филаментов, составляющих основу матрикса. Филаменты второго типа имеют диаметр 5—10 мкм, они септированы, имеют пряжки и поры в септах с окаймлениями, сходными с долипоровым аппаратом базидиомицетов. Также имеются ещё более тонкие, не анастомозирующие нити без септ и пряжек. Такое строение сходно с тримитической гифальной системой, характерной для многих трутовиковых грибов. Хюбер в 1999—2001 годах предположил, что прототакситы являлись гигантскими многолетними плодовыми телами базидиомицетов, имевших развитый наземный мицелий и питавшихся сапротрофно остатками растений с помощью развитых ризоморф.
Против гипотезы Хюбера были выдвинуты возражения, основное из которых — отсутствие в палеонтологических образцах характерных половых структур базидиомицетов (базидиоспоры, базидии, стеригмы), также труднообъяснимо поддержание значительной биомассы сапротрофных организмов при слабо развитом почвенном покрове. Второй факт можно объяснить тем, что прототакситы не были исключительно сапротрофными, а представляли собой ассоциацию с фотосинтезирующими организмами, наподобие лишайников.
Исследования Кевина Бойса, проведённые с помощью анализа изотопов углерода, позволили сделать вывод о принадлежности прототакситов к гетеротрофным или миксотрофным организмам.
В 2010 году Линдой Грэм (Linda E. Graham) и соавторами была высказана гипотеза о том, что прототакситы являются тафономическими артефактами — по их мнению, эти конусовидные «стволы» образовались в результате сворачивания под действием ветра и воды матов, содержащих мицелий грибов, цианобактерии и растения, подобные маршанциевым мхам.

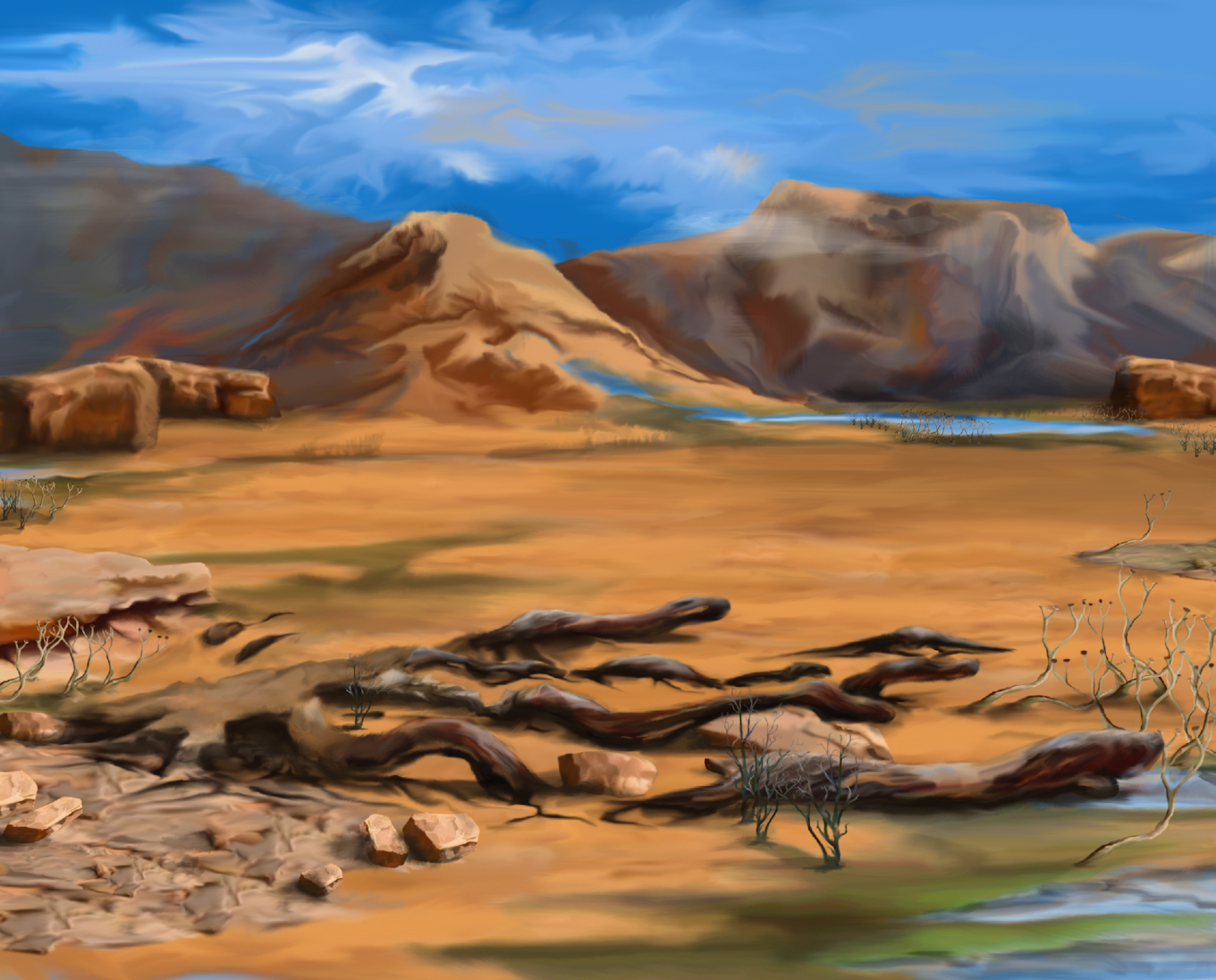
Иллюстрация палеоэкологической и морфологической интерпретации Prototaxites, процветающих в девонском ландшафте. Вероятно, Prototaxites осваивали сушу, добывая пищу через отложения, почву и в водной среде.

Исследование 2021 года опровергает первоначальную гипотезу о родстве ископаемых Prototaxites с хвойными. Авторы изучили образцы из карьеров Хайдер (Германия) и Бордо (Канада) и выявили поразительное анатомическое сходство с современными грибными ризоморфами Armillaria mellea, используя световую микроскопию, инфракрасную и рамановскую спектроскопию. В отличие от предыдущих интерпретаций вертикального роста, исследователи предполагают, что Prototaxites представляли собой сложные гифальные агрегации (ризоморфы), которые могли иметь более разнообразный пространственный характер роста, развиваясь как горизонтально, так и вертикально, исследуя различные среды обитания в поисках питательных веществ, подобно современным мицелиальным структурам, и, возможно, выполняли важную функцию перераспределения воды и питательных веществ, способствуя расширению ранних наземных растительных сообществ.
Исследование 2025 года ставит под сомнение версию о том, что прототакситы были грибами, об этом свидетельствуют их микроструктура и химический состав. Характерные особенности этих организмов — тела, состоящие из многочисленных трубочек разных типов, высокая концентрация ароматических фенольных соединений в этих трубочках, а также гетеротрофное питание (возможно, даже сапротрофное) — все вместе не встречаются ни в одном известном царстве живых организмов. Таким образом, прототакситы, по мнению авторов, представляли собой отдельную и ранее неизвестную полностью исчезнувшую эволюционную ветвь эукариот, которая возможно, даже могла бы претендовать на статус отдельного царства.

## Морфология
Исследование от 2022 года образцов Prototaxites показало наличие отчётливо видимых трубчатых элементов диаметром 7-10 мкм, организованных в пучки, разделённые линиями прироста. Между образцами наблюдаются различия в плотности, диаметре и толщине стенок трубчатых структур, а также в ширине приростов. В продольном сечении трубки имеют форму подобную "спагетти", не ветвятся и не имеют перегородок.

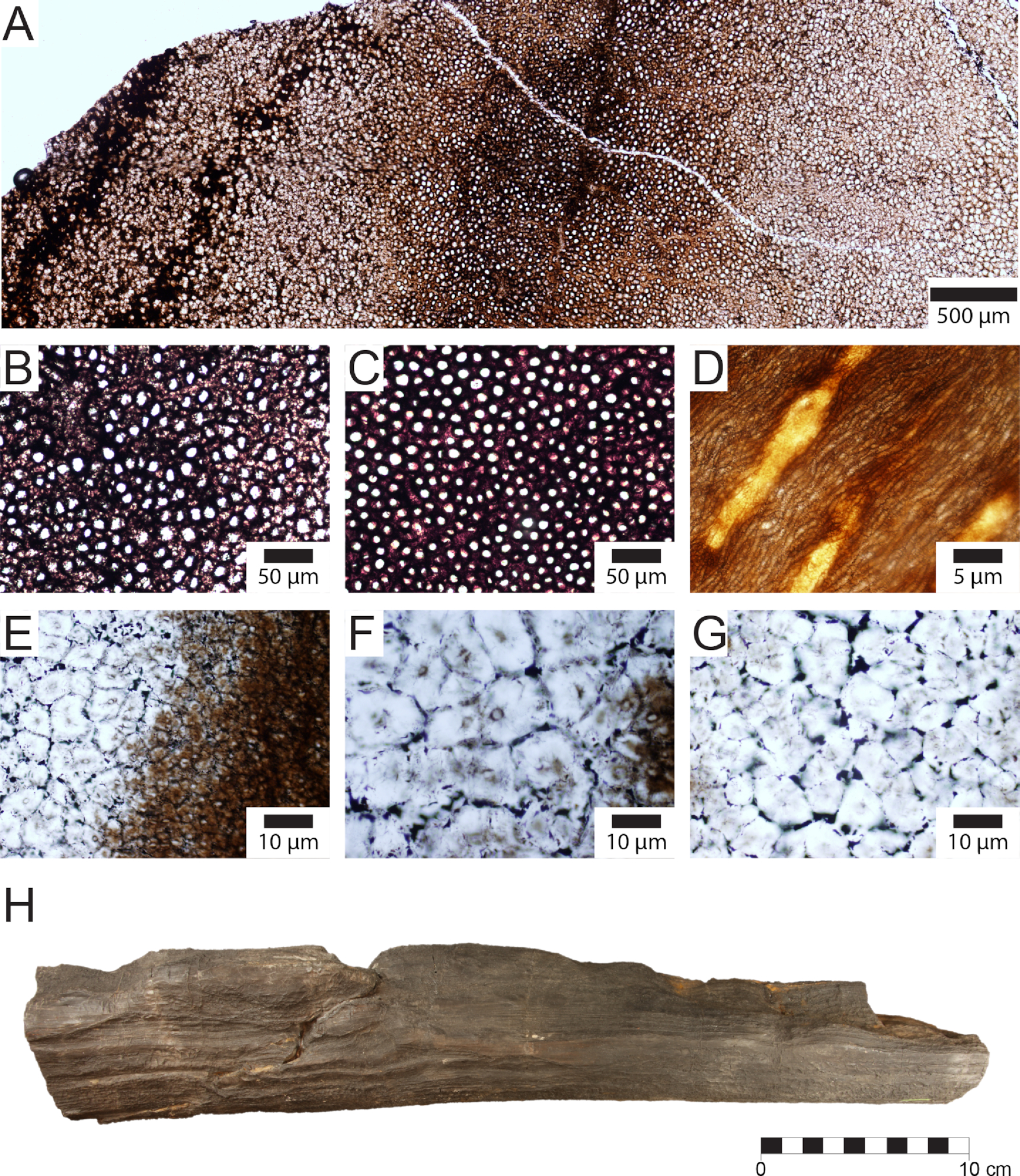
Микрофотографии Prototaxites, образец JE-Sch0252 из карьера Хайдер.

Образец Prototaxites из карьера Хейдер характеризуется трубчатыми структурами, которые в поперечном сечении образуют чередующиеся светлые и темные полосы. Светлые полосы содержат трубчатые структуры диаметром до ~50 мкм, состоящие из кварца, а темные полосы — структуры диаметром ~10 мкм из органического вещества и кварца, что подтверждено исследованиями ESEM и рамановской спектроскопией. Образцы из карьера Бордо демонстрируют приросты и хорошо сохранившиеся трубчатые структуры круглой или почти круглой формы диаметром до ~10 мкм, также состоящие из кварца.

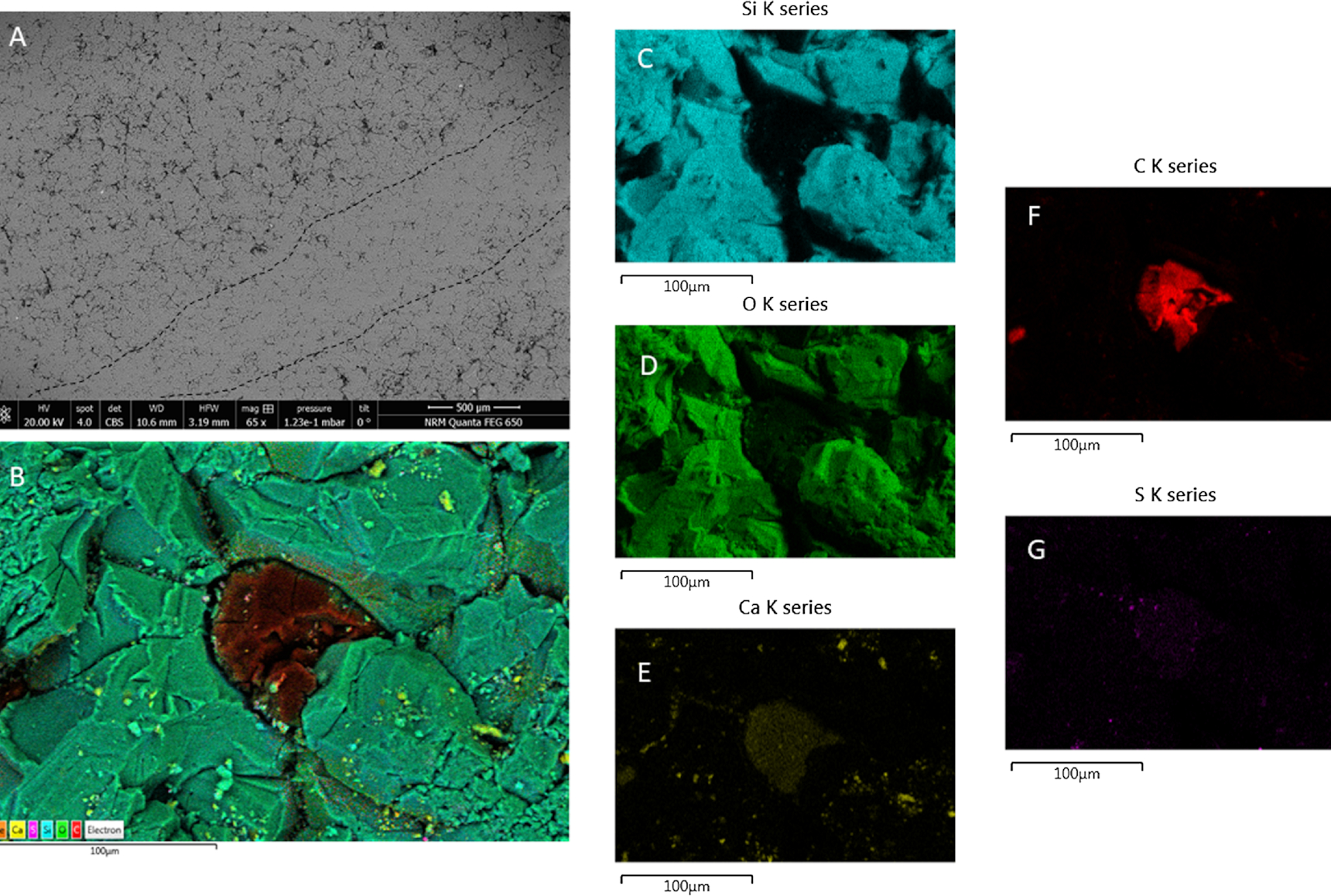
Микрофотографии Prototaxites, полученные с ESEM, образец JE-Sch0252 из карьера Хайдер

ESEM-исследование показало, что светлые полосы имеют более однородную структуру по сравнению с тёмными полосами. Тёмные полосы характеризуются неоднородностью и содержат значительное количество углеродистого вещества между кварцевыми частицами, что подтверждается элементным картированием, выявившим высокое содержание углерода в межкварцевых полосах и следовые количества кальция.